# داویت ساموئلیان
داویت سامولی ساموئلیان (ارمنی: Դավիթ Սամվելի Սամվելյան؛  زادهٔ ۱۶ ژوئن ۱۹۸۳)، نویسنده، الهی‌دان و نثرنویس اهل ارمنستان است.

## زندگی‌نامه
وی در ۱۶ ژوئن ۱۹۸۳ ‏در ایروان به دنیا آمد و در سال ۲۰۰۶ از دانشکده الهیات دانشگاه دولتی ایروان فارغ‌التحصیل شد. 

## نگارخانه

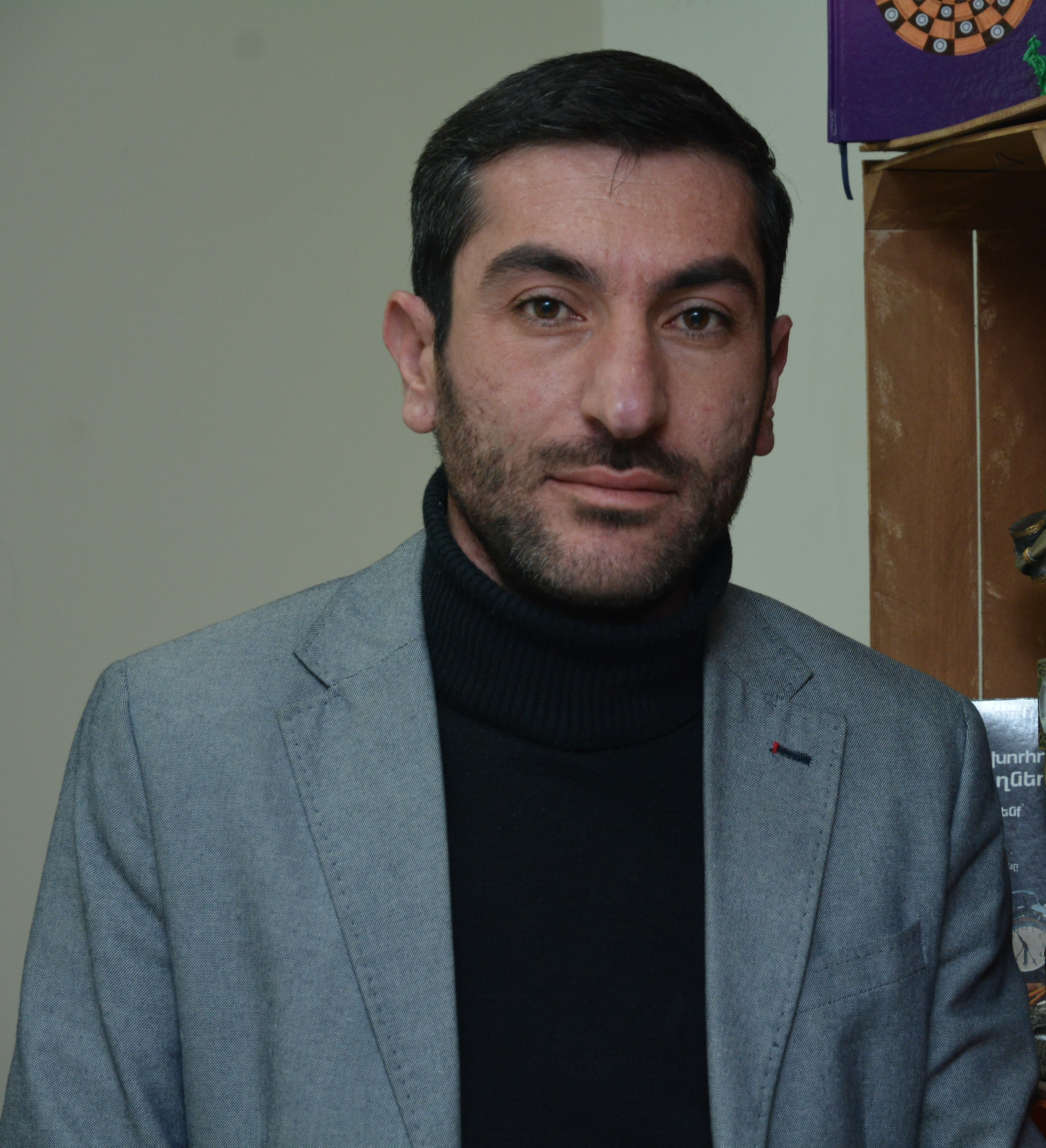